# Dzwonkówka niebieskostopa

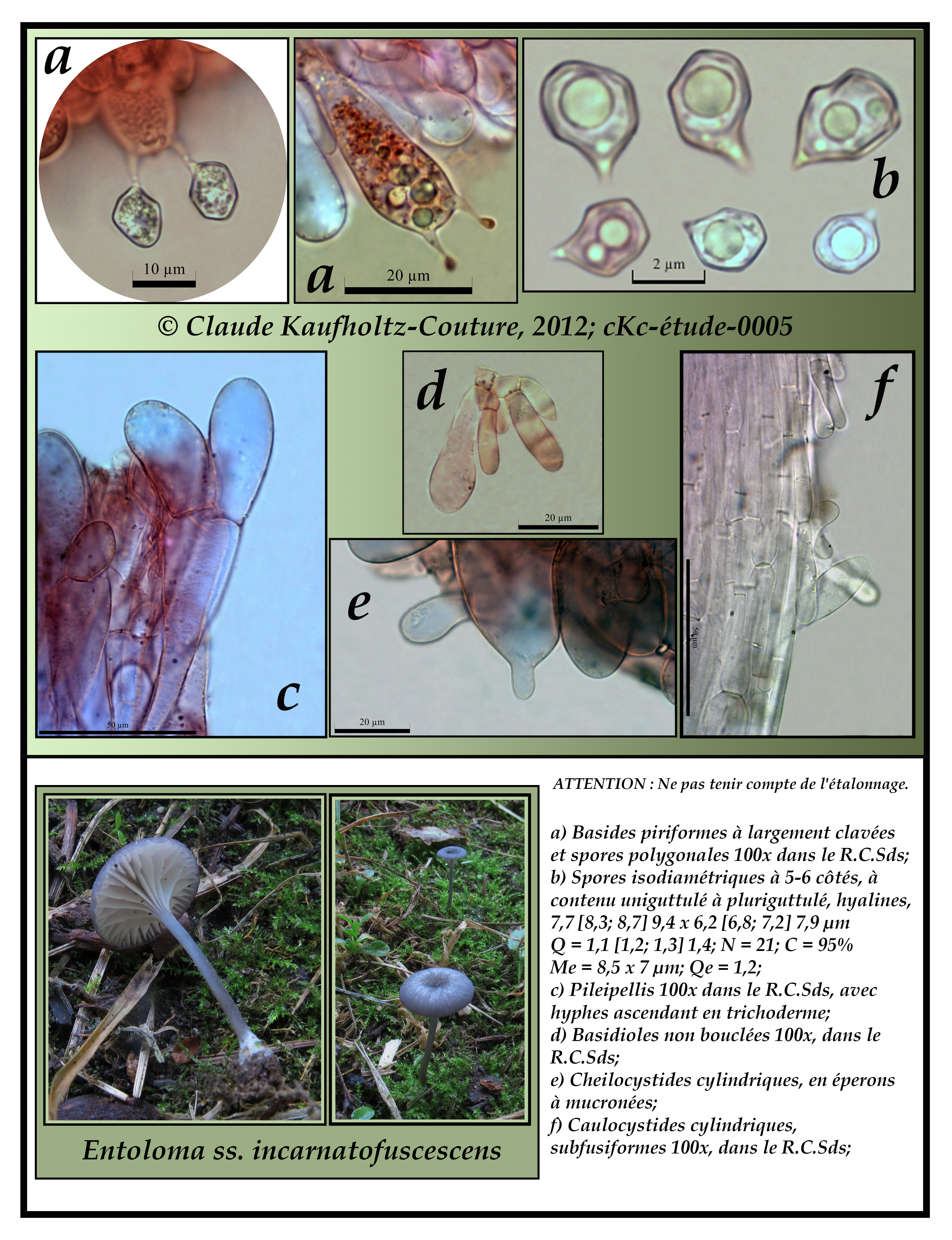
Morfologia

Dzwonkówka niebieskostopa (Entoloma incarnatofuscescens (Britzelm.) Noordel.) – gatunek grzybów z rodziny dzwonkówkowatych (Entolomataceae).

## Systematyka i nazewnictwo
Pozycja w klasyfikacji według Index Fungorum: Entoloma, Entolomataceae, Agaricales, Agaricomycetidae, Agaricomycetes, Agaricomycotina, Basidiomycota, Fungi.
Po raz pierwszy zdiagnozował go w 1894 r. Max Britzelmayr, nadając mu nazwę Agaricus incarnatofuscescens. Obecną, uznaną przez Index Fungorum nazwę nadał mu Machiel Evert Noordeloos w 1985 r. Synonimy:

- Agaricus incarnatofuscescens Britzelm. 1894
- Entoloma incarnatofuscescens var. cystidiatum Noordel. & Hauskn. 1998
- Entoloma incarnatofuscescens (Britzelm.) Noordel. 1985 var. incarnatofuscescens
- Entoloma leptonipes (Kühner & Romagn.) M.M. Moser 1978
- Leptonia incarnatofuscescens (Britzelm.) Sacc. 1895
- Leptonia leptonipes (Kühner & Romagn.) P.D. Orton 1960
- Omphaliopsis leptonipes (Kühner & Romagn.) P.D. Orton 1991
- Rhodophyllus leptonipes Kühner & Romagn. 1954

Nazwę zwyczajową zaproponował Władysław Wojewoda w 2003 r.

## Morfologia
Kapelusz
Średnica 5–35 mm, początkowo wypukły, wkrótce jednak rozpostarty z wklęśnięciem na środku, w końcu pępówkowaty, czasami (rzadko) z niewielkim garbkiem na środku. Brzeg młodych owocników lekko podwinięty, potem prosty. Jest higrofaniczny. W stanie wilgotnym przeźroczysty i prążkowany do 1/2 lub 3/4 promienia, o barwie od brązowej do czerwono-brązowej, często z fioletowym lub liliowym połyskiem, zwykle przy brzegu jaśniejszy. W stanie suchym szarobrązowy, z drobnymi łuseczkami na środku, w kierunku brzegu przechodzącymi we włókienka, czasami cały przylegająco łuseczkowaty. Starsze okazy nagie.
Blaszki
W liczbie 10–30, z międzyblaszkami (l = 1–3), średniogęste lub gęste, przyrośnięte lub zbiegające z ząbkiem, z czasem coraz bardziej zbiegające, trójkątne lub łukowate, rzadko brzuchate, w końcu poszarpane. Początkowo bladoszare, potem brązowawo-różowe. Ostrza tej samej barwy, rzadko ciemniejsze.
Trzon
Wysokość 15–60 mm, grubość 1–2 mm, cylindryczny, czasami nieco rozszerzający się w kierunku podstawy, początkowo pełny, potem pusty. U młodych owocników niebieskoszary lub stalowo-niebieski z rozproszonymi podłużnymi włókienkami, z wiekiem blaknie i staje się brązowy i gładki.
Miąższ
Jasny, w kapeluszu ma barwę od brązowawej do białej, w skórce trzonu niebiesko-szarą. Bez smaku i zapachu, lub o nieco mączno-zjełczałym.
Cechy mikroskopowe
Bazydiospory w widoku z boku w zarysie elipsoidalne, kanciaste, 5–7-kątowe, o wymiarach 8–11 × 6–9 μm. Podstawki 25–43 × 7,5–14 μm, 4–zarodnikowe, czasami 2-zarodnikowe, ze sprzążkami. Brak cystyd. Komórki skórki o cylindrycznych lub napęczniałych strzępkach o szerokości 10–20 μm z końcowymi maczugowatymi elementami o szerokości do 30 μm. Zawierają wewnątrzkomórkowy pigment. W strzępkach skórki brązowy pigment wewnątrzkomórkowy, w tramie pod skórką bladożółty, czasami drobno inkrustowany. Brak błyszczących granulek w tramie. We wszystkich częściach owocnika strzępki ze sprzążkami.
Gatunki podobne
Dzwonkówka niebieskostopa jest łatwa do odróżnienia od innych dzwonkówek, jest bowiem jednym z nielicznych ich gatunków o niebieskim trzonie, ponadto ma pępówkowaty kształt owocnika i brązowy kapeluszu. Również jej występowanie na gołych glebach jest dość charakterystyczne. Mikroskopowo odróżnia się drobno inkrustowanymi strzępkami w skórce i tramie.

## Występowanie i siedlisko
Dzwonkówka niebieskostopa występuje tylko w kilku krajach Europy. Jest rzadka. W Polsce jej rozprzestrzenienie i częstość występowania nie są znane. W piśmiennictwie naukowym do 2003 r. podano tylko jedno stanowisko (Góry Świętokrzyskie, 1998 r.). Później znaleziono kilkanaście owocników na zboczach Mandżohy koło Pacławia. Nowsze stanowiska podaje internetowy atlas grzybów. Dzwonkówka niebieskostopa jest w nim zaliczona do grzybów chronionych i zagrożonych.
Owocniki wyrastają od lipca do września w lesie na gliniastej, gołej ziemi, także w ogrodach na miejscach bogatych w próchnicę.